# KV27
KV27 (Kings' Valley 27) è la sigla che identifica una delle tombe della Valle dei Re in Egitto; sconosciuto il titolare.
Si tratta di una tomba, non decorata e verosimilmente non di destinazione reale, che venne scavata sulla stessa collina in cui si trovano la KV5, di cui ripete molto in piccolo la struttura planimetrica, e la KV6. Verosimilmente risalente alla XVIII dinastia per struttura architettonica, si trova a pochi metri dalle entrate della KV28, a nord-est, e della KV21, a sud-ovest. Benché ne fosse nota l’esistenza a Giovanni Battista Belzoni e a John Gardner Wilkinson, che la visitò nel 1825, non venne riportata nelle loro planimetrie.
Lo scavo, che rivelò che la tomba era stata soggetta ad almeno sette inondazioni, avvenne nel 1990 a cura di Donald P. Ryan rivelando una planimetria singolare, che ricorda quelle della KV5 e della KV30, in cui un pozzo verticale dà accesso a una camera rettangolare dalla quale si accede ad altri tre locali.

### Approfondimenti
1. ↑  Le tombe vennero classificate nel 1827, dalla numero 1 alla 22, da John Gardner Wilkinson in ordine geografico. Dalla numero 23 la numerazione segue l’ordine di scoperta.
2. ↑  Donald P. Ryan (1957), egittologo statunitense, membro della Divisione Umanistica della Pacific Lutheran University.